# 22 ذو القعدة
- السبت
- الأحد
- الاثنين
- الثلاثاء
- الأربعاء
- الخميس
- الجمعة

- 2826 أبريل 2025
- 2927 أبريل 2025
- 3028 أبريل 2025
- 129 أبريل 2025
- 230 أبريل 2025
- 31 مايو 2025
- 42 مايو 2025
- 53 مايو 2025
- 64 مايو 2025
- 75 مايو 2025
- 86 مايو 2025
- 97 مايو 2025
- 108 مايو 2025
- 119 مايو 2025
- 1210 مايو 2025
- 1311 مايو 2025
- 1412 مايو 2025
- 1513 مايو 2025
- 1614 مايو 2025
- 1715 مايو 2025
- 1816 مايو 2025
- 1917 مايو 2025
- 2018 مايو 2025
- 2119 مايو 2025
- 2220 مايو 2025
- 2321 مايو 2025
- 2422 مايو 2025
- 2523 مايو 2025
- 2624 مايو 2025
- 2725 مايو 2025
- 2826 مايو 2025
- 2927 مايو 2025
- 128 مايو 2025
- 229 مايو 2025
- 330 مايو 2025

22 ذو القعدة أو 22 ذو القعدة الحرام أو يوم 22 \ 11 (اليوم الثاني والعشرون من الشهر الحادي عشر) هو اليوم السابع عشر بعد الثلاثمائة (317) من أيَّام السنة (أو الثامن عشر بعد الثلاثمائة لو كان شهر رمضان مُتممًا لليوم الثلاثين أو التاسع عشر بعد الثلاثمائة لو أتم كلًا من صفر وربيع الآخر وجمادى الآخرة وشعبان ورمضان ثلاثين يومًا) وفق التقويم الهجري القمري (العربي). يبقى بعده 37 أو 38 يومًا لانتهاء السنة.

## أحداث
- 932 هـ - وقوع معركة موهاج بين جيش السلطان العثماني سليمان القانوني والجيش المجري بقيادة لويس الثاني، وانتهت المعركة بهزيمة الملك لويس الثاني ومقتله مع عدد كبير من رجال دولته.
- 1339 هـ - القوات العسكرية البريطانية تتابع توغلها في الأراضي العراقية منطلقة من ولاية البصرة صوب بغداد بعد تشجيع من الشريف حسين بن علي، وتحتل مدينة الكوت بسهولة.
- 1371 هـ - انضمام إرتريا رسميًا إلى إثيوبيا.
- 1381 هـ - انضمام الجمهورية العربية اليمنية لمنظمة الأمم المتحدة للتربية والتعليم والثقافة / يونسكو.
- 1389 هـ - القوات الأمريكية تبدأ في الجلاء عن قاعدة هويلس العسكرية، وهي آخر القواعد العسكرية الأمريكية التي كانت تستأجرها من ليبيا.
- 1417 هـ - وزراء خارجية الدول العربية يتفقون في القاهرة على تجميد العلاقات السياسية والتجارية مع حكومة بنيامين نتنياهو في إسرائيل وذلك ردًا على سياسة الأخيرة في مجال الاستيطان وتهويد القدس الشرقية.
- 1425 هـ - الحكومة الجزائرية تعلن الموافقة على الانضمام لمنظمة الدول الفرانكفونية، وهو ما أثار استياء الأوساط الإسلامية الجزائرية التي اعتبرت الانضمام خطوة «لا تخدم الهوية العربية الإسلامية» للبلاد.
- 1430 هـ - رئيس الوزراء اللبناني المكلف سعد الدين الحريري يعلن تشكيل الحكومة اللبنانية الجديدة المؤلفة من ثلاثين وزيرًا وذلك بعد خلافات ومفاوضات شاقة استمرت أشهر بين الأكثرية النيابية والمعارضة.
- 1439 هـ - زلزال ثانٍ أشد بقوة 6.9 على مقياس درجة العزم يضرب جزيرة لومبوك الأندونيسية ويُخلّف 98 قتيلاً وجرحى كُثر بعد زلزال الهزة المستبقة قبل أسبوع.
- 1441 هـ - مقتل ما لا يقل عن 89 شخصًا وتدمير عدة قُرى في سلسلة هجمات - استمرت حتى تاريخ 6 ذي الحجة - على أراض متنازع عليها بين مجموعة قبائل في إقليم دارفور في غرب السودان.
- 1446 هـ - فوز فيلم «حادث بسيط» للمخرج جعفر بناهي بجائزة السعفة الذهبية في مهرجان كان السينمائي 2025.

## مواليد
- 1276 هـ - محمد بن عثمان السنوسي، جامعي وكاتب تونسي.
- 1339 هـ - حسين محمد شلبي، رجل دين مصري.
- 1342 هـ - ميلاد حنا، مهندس ومفكر سياسي مصري.
- 1352 هـ - إكريم بورا، ممثل تركي.
- 1356 هـ - سعيد عبد الغني، ممثل مصري.
- 1358 هـ - سعود الفيصل، وزير خارجية المملكة العربية السعودية.
- 1389 هـ - أحمد العونان، ممثل كويتي.
- 1404 هـ - بدر التركي، إمام الحرم المكي.
- 1405 هـ - يسرا اللوزي، ممثلة مصرية.
- 1409 هـ - وليد العنزي، مذيع كويتي.

## وفيات
- 669 هـ - ابن عصفور الإشبيلي، عالم نحوي أندلسي.
- 1241 هـ - أحمد بن زين الدين الأحسائي، فيسلوف ومتكلم مسلم وفقيه جعفري أحسائي.
- 1250 هـ - حسن بن محمد العطار، الإمام السادس عشر في سلسلة شيوخ الأزهر.
- 1402 هـ - محمد البهي، وزير الأوقاف المصري الأسبق.
- 1428 هـ - راسم الجميلي، مخرج وممثل عراقي.
- 1432 هـ -
  - معمر القذافي، رئيس ليبيا.
  - أبو بكر يونس، وزير الدفاع الليبي.
  - المعتصم القذافي، مستشار الأمن الوطني الليبي.

## وصلات خارجية
- موقع قصة الإسلام: حدث في شهر ذو القعدة.